# Eugen Weiler (Priester)
Eugen Weiler (* 27. Mai 1900 in Lichtental in Baden-Baden; † 4. August 1992) war ein deutscher Pfarrer. Er setzte sich gegen das nationalsozialistische Regime ein und verhalf einer Jüdin zur Flucht über die Grenze in die Schweiz. Dafür wurde mit dem israelischen Ehrentitel „Gerechter unter den Völkern“ ausgezeichnet.

## Leben
Eugen Weiler wurde am 27. Mai 1900 in Lichtental, Baden-Baden geboren und wuchs in Wiechs am Randen auf.

### Berufung, Studium und erste Jahre als Seelsorger
Trotz des fehlenden Vaters mangelte es ihm nicht an Vorbildern – zwei seiner Onkel waren bereits katholische Priester. Diese Familientradition und die tiefe Verbundenheit zur Kirche prägten Eugens Werdegang entscheidend. Sein früh gehegter Wunsch, Missionar zu werden, wurde jedoch durch den Ersten Weltkrieg zunichtegemacht. Nach dem Abitur am Friedrichsgymnasium in Freiburg im Jahr 1921 setzte er seine Ausbildung mit einem Studium der Theologie und Philosophie in der dortigen Universität fort. Sie war für ihn nicht nur ein Ort des Lernens, sondern auch der spirituellen Entfaltung. Im Jahr 1926 wurde er in St. Peter zum Priester geweiht. Seine pastoralen Aufgaben führten ihn durch verschiedene Orte, darunter Tiengen, Singen (Hohentwiel), Freiburg,  Mannheim, Dachau, Rheinfelden und Meßkirch, bevor er schließlich 1937 als Pfarrverweser nach Wiechs am Randen zurückkehrte.

### Vikar in Singen
Eugen Weiler begann 1934 seine Tätigkeit als Vikar in Singen (Hohentwiel) unter Pfarrer August Ruf. Diese Position war Weilers zweite Anstellung als Priester. Die politische Lage in Deutschland verschärfte sich zusehends, wodurch die Kirche oft in ein Dilemma zwischen Anpassung und Widerstand gegen den Nationalsozialismus geriet. Weiler gründete christliche Jugendgruppen und organisierte Bibelstunden sowie Ausflüge, um den jungen Leuten eine sinnvolle Freizeitgestaltung zu bieten. Er erlangte Bekanntheit durch seine entschiedene Ablehnung der nationalsozialistischen Ideologie aufgrund ihrer antichristlichen Ausrichtung, was ihm in seiner Gemeinde nicht nur Zustimmung einbrachte. Insbesondere seine Predigten, in denen er die Werte der Nächstenliebe und die Ablehnung von Hass und Gewalt betonte und die er teilweise den Predigten des Bischofs von Münster, Clemens August Graf von Galen, nachempfand, stießen bei den örtlichen NSDAP-Funktionären auf kritische Beobachtung. Aufgrund seiner Haltung gegenüber den Nationalsozialisten wurde er 1939, kurz vor Ausbruch des Zweiten Weltkriegs, von der erzbischöflichen Ordinatur in eine andere Gemeinde versetzt.

### Hilfe für Juden
Die in Berlin lebende jüdische Arztwitwe Käthe Meier, geborene Lasker, sollte 1942 nach Polen deportiert werden. Sie konnte sich etwa zwei Wochen lang in Berlin verstecken und floh dann in den Schwarzwald. Anschließend versuchte sie, über Lörrach, Konstanz, Gottmadingen, Arlen und Rielasingen die Grenze zu überqueren. In Rielasingen wurde sie entdeckt und zum Verhör gebracht, jedoch später freigelassen. Danach begab sie sich nach Singen, da dies vor dem Krieg die wichtigste Durchgangsstation für jüdische Flüchtlinge in die Schweiz war. Im Jahr 1942 schrieb sie einen Brief an den Singener Pfarrer August Ruf und bat um Hilfe. Dieser beauftragte seinen ehemaligen Vikar Eugen Weiler, der Jüdin beizustehen. Eine Woche später nahm Weiler die Frau in seinem Auto zunächst mit nach Wiechs, in ein Ferienhaus, das sich nahe der Grenze befand. Der Pfarrer brachte sie anschließend nach Thayngen, wo sie die Grenze unbemerkt überquerte. Sie erzählte allerdings dem Schweizer Zöllner, wer ihr über die Grenze geholfen und ihr damit das Leben gerettet hatte. Dieser Zöllner berichtete dies ohne besondere Absichten seinem deutschen Kollegen, der diese Informationen weiterleitete.

### Im KZ Dachau
Eugen Weiler wurde am 1. Juni 1942 von der Gestapo verhaftet und ins Konstanzer Gefängnis, wo er aufgrund des Vorwurfs der „Verschleppung“ der Jüdin drei Monate lang verblieb. Aufgrund seiner schon bekannten oppositionellen Haltung und seiner Unterstützung bei der Flucht der Jüdin wurde er offiziell als „politisch unzuverlässiger Volksgenosse“ eingestuft, woraufhin er im Oktober 1942 in Schutzhaft ins KZ Dachau gebracht wurde. Dort blieb er bis zu seiner Befreiung im April 1945 inhaftiert. Weiler berichtete, wie sein Glaube während seiner Zeit im Konzentrationslager gestärkt wurde. Dennoch plagten ihn auch lange nach seiner Befreiung schreckliche Erinnerungen: „Immer wieder tauchen sie während der Nacht auf, diese und jene furchtbaren Szenen aus dem KZ. Sie sitzen unauslöschlich tief und werden so in Angst und Schrecken immer wieder erlitten, sodass sie den Charakter eines lebenslangen seelischen Leidens angenommen haben.“

### Nachkriegszeit
Pfarrer Weiler löste unmittelbar nach seiner Freilassung sein im KZ abgelegtes Gelübde ein, welches besagte, dass er im Falle seines Überlebens sofort nach Altötting gehen würde. Anschließend ließ er sich in München im Krankenhaus behandeln. Im September 1945 fand er als Packer eines Möbeltransporters den Weg nach Donaueschingen und kehrte danach in seine Pfarrei zurück.

Eugen Weiler nahm schließlich die Arbeit wieder auf, die von einem ebenfalls in Dachau inhaftierten Pfarrer, Emil Thoma, begonnen worden war: die Erstellung eines Namenregisters der im KZ Dachau inhaftierten Priester aus verschiedenen Nationen. Sein Ziel war es, die Opfer innerhalb der katholischen Kirche in der Nazizeit für Opfer zu dokumentieren. Den ersten Band überreichte er Papst Paul VI. Erst mit 88 Jahren verließ er seine Pfarrstelle in Wiechs. Er starb am 4. August 1992, im Alter von 92 Jahren. Wie August Ruf wurde auch Eugen Weiler am 28. Februar 2005 von der Jerusalemer Gedenkstätte Yad Vashem mit dem Titel „Gerechter unter den Völkern“ ausgezeichnet.

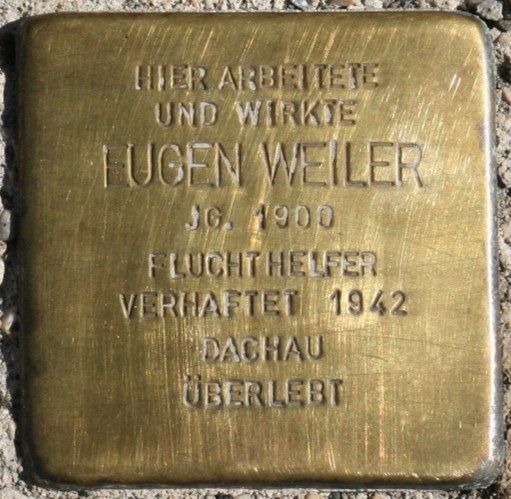
Stolperstein Eugen Weiler

## Ehrungen
- Am 4. Juni 1973 wurde Pfarrer Weiler das Bundesverdienstkreuz 1. Klasse verliehen.
- Die Gemeinde Wiechs und die Stadt Tengen ehrten ihn jeweils mit einem Ehrenteller.
- 2010 wurde in Singen (Hohentwiel) ein Stolperstein für Eugen Weiler verlegt.